# Romanogobio albipinnatus
Romanogobio albipinnatus или говедарка је зракоперка из реда Cypriniformes. 

## Угроженост
Ова врста није угрожена, и наведена је као последња брига јер има широко распрострањење.

## Распрострањење
Врста има станиште у Русији и Казахстану.

## Станиште
Станишта врсте су речни екосистеми и слатководна подручја у рекама Волга и Урал.